# Oskar Baumgarten (Agrarwissenschaftler)

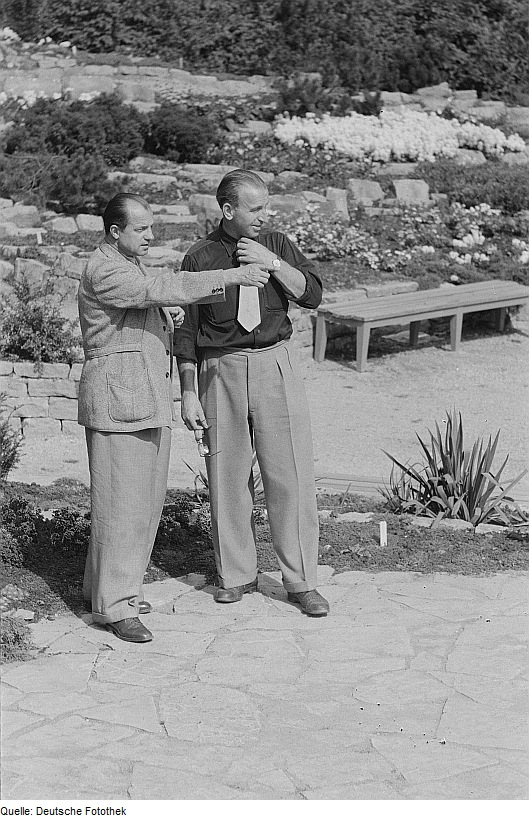
Oskar Baumgarten (rechts) im Steingarten der Landwirtschafts- und Gartenbauausstellung Markkleeberg

Oskar Baumgarten (* 25. Oktober 1907 in Halle/Saale; † 1. Dezember 2008 in Markkleeberg) war ein deutscher Agrarwissenschaftler und Hochschullehrer.
Baumgarten wurde in Halle an der Saale geboren, wo er Land- und Volkswirtschaft studierte und auch promovierte. Zum 1. Mai 1933 trat er der NSDAP bei (Mitgliedsnummer 1.880.920). Er war Stabsleiter im Reichsnährstand. Baumgarten war ab 1943 Soldat im Zweiten Weltkrieg und danach bis 1949 in sowjetischer Kriegsgefangenschaft. In dieser Zeit besuchte er eine Antifa-Schule in Rjasan.
Er wurde 1950 Hauptgeschäftsführer der Deutschen Landwirtschaftsgesellschaft, die ihn nach Markkleeberg delegierte. Dort organisierte er gemeinsam mit Walter Albert erstmals eine Gartenbauausstellung, die er entwickelt hatte, und engagierte sich auch dafür, dass die agra Landwirtschaftsausstellung ihren Standort in Markkleeberg erhielt. Unter seiner Leitung steigerte sich der Umfang der Ausstellungen kontinuierlich und ab 1958 fand die agra Landwirtschaftsausstellung der DDR erstmals mit internationaler Beteiligung statt. Als Anerkennung seiner Verdienste wurde Baumgarten 1967 von der Akademie der Landwirtschaftswissenschaften der DDR zum Professor ernannt.
Am 24. November 2007 wurde er anlässlich seines 100. Geburtstages zum Ehrenbürger von Markkleeberg ernannt. Im Jahr 2011 wurde ihm die Ehrenbürgerschaft aufgrund seiner NSDAP-Mitgliedschaft wieder aberkannt.